# NGC 2343
NGC 2343 je otvoreni skup u zviježđu Jednorogu. 

## Vanjske poveznice
- SEDS: NGC 2343